# 2000 في سريلانكا
فيما يلي قوائم الأحداث التي وقعت خلال عام 2000 في سريلانكا.

## سياسة

### تعيين في المنصب
- 10 أكتوبر – رؤوف حكيم عضو برلمان سريلانكا.

### انتهاء فترة المنصب
- 10 أغسطس – سيريمافو باندرانايكا رئيس وزراء سريلانكا.
- 10 أكتوبر – رؤوف حكيم عضو برلمان سريلانكا.

## مواليد

### يناير
- 1 يناير – جانسيلا مجيد ناشطة سريلانكية.

## وفيات

### أكتوبر
- 10 أكتوبر – سيريمافو باندرانايكا (مواليد 1916) سياسية سريلانكية.